# Batalla de Brunete
La batalla de Brunete fou el conjunt d'operacions desenvolupades entre el 6 i el 25 de juliol del 1937, en la població que porta el mateix nom i d'altres properes, a l'oest de Madrid, durant la Guerra Civil espanyola. L'ofensiva llançada per l'exèrcit de la República tenia com a objectiu disminuir la pressió exercida per les forces revoltades sobre Madrid i, al mateix temps, alleugerir la situació en el front nord.

## Situació inicial
El 17 de maig del 1937 cau el govern de Largo Caballero i Negrín accedeix a la presidència del govern republicà.
En aquestes dates, els nacionals estan dedicats plenament a la reducció del front nord. Bilbao ha caigut el 19 de juny, després del trencament del Cinturó de Ferro, per la qual cosa els esforços es dirigeixen ara, amb gran intensitat, cap a Cantàbria i l'Astúries.
Per això, l'Estat Major republicà pren la decisió d'obrir una ofensiva en la zona Centre, el qual està prenent una situació molt delicada per a les tropes lleials a la República, i al mateix temps millorar la situació de Madrid, que es troba gairebé en una borsa.

Terme municipal de Brunete, poble on es desencadenà aquesta batalla

La decisió de presentar la batalla, a part dels motius estratègics, també en tenia de polítics: demostrar als consellers russos que la República també tenia iniciativa militar.
La demostració de força, si tenia èxit, havia d'enfortir a més la imatge del govern republicà davant França, contribuint a la reobertura de la frontera, cosa que permetria el trasllat del material emmagatzemat i retingut en el territori francès a causa de la política de no-intervenció.
L'operació, a pesar d'algunes afirmacions del mariscal rus Malinovsky en les seves memòries, en el sentit que havia estat planejada i dirigida pels soviètics, fou dissenyada íntegrament pels coronels d'Estat Major Rojo i Matallana, amb l'anuència de consellers russos.
Una operació d'aquest tipus havia estat ja considerada en temps del govern Largo Caballero, però no hi hagué unanimitat respecte al lloc on s'havia de dur a terme. En un principi es va pensar en Extremadura, però els consellers militars russos no la veien viable, per la necessitat de desplaçar un gran contingent de tropes a un indret tan allunyat. Per aquest motiu, la zona de Brunete, per la seva proximitat a Madrid, permetia aquest desplaçament amb menys riscos per a l'objectiu vital de la defensa de la capital.

## Pla d'operacions
El pla dissenyat per l'Estat Major de Miaja consistia a llançar un atac des del sector situat al nord de la carretera de Majadahonda, Villanueva del Pardillo, Valdemorillo i El Escorial i tot seguit avançar cap al sud fins a arribar a Móstoles i Navalcarnero. Aquesta part del pla aniria a càrrec del V Cos i el XVIII Cos de l'Exèrcit Popular Republicà. Un segon atac es realitzaria en direcció contrària, sortint de Carabanchel i Usera i a càrrec de forces del II Cos de l'Exèrcit Popular Republicà, les quals, d'acord amb el pla, convergirien amb les del XVIII Cos d'Exèrcit a Alcorcón. Amb aquesta operació, les forces franquistes que assetjaven Madrid havien de quedar en situació d'aïllament.
Prèviament a aquests atacs s'havia de dur a terme una acció secundària de diversió en la zona de la Cuesta de la Reina, propera a Aranjuez i molt més al sud de la zona d'operacions prevista en el pla.

## Forces intervinents

### Republicanes
Per part republicana intervenen dos cossos d'exèrcit sota el comandament del general Miaja:
- El V Cos de l'Exèrcit Popular Republicà, comandat pel general Juan Modesto. Aquest cos d'exèrcit estava format per les següents unitats:
  - 11a Divisió, dirigida per Líster.
  - 46a Divisió dirigida per Valentín González (El Campesino).
  - 35a Divisió, comandada pel polonès Karol Świerczewski, el qual es feia anomenar "General Walter", amb les brigades 32, 108 i XI Internacional.

- El XVIII Cos de l'Exèrcit Popular Republicà, dirigit primer pel coronel d'artilleria Enrique Jurado i després pel coronel Segismundo Casado. Aquest cos d'exèrcit estava format per:
  - 15a divisió, dirigida pel coronel Janos Galicz, austrohongarès nacionalitzat rus, que es feia dir "General Gal". Aquesta divisió estava constituïda per les XIII i XV Brigades Internacionals.
  - 34a Divisió, dirigida per José María Galán.
  - 10a Divisió, dirigida pel coronel Enciso.

Com a reserva figuraven la 45a Divisió dirigida per l'hongarès Kléber, amb les divisions 12a i 150a (internacionals) i la 39a Divisió de Gustavo Durán, Cap d'estat Major de Kléber, així com els grups d'artilleria i de suport divisionaris: dos grups d'esquadrons de cavalleria, 31 bateries de canons (120 peces), 60 carros de combat russos i 30 autometralladores blindades.

### Nacionals
En aquells moments, el front no comportava trinxeres contínues i el creuament de veïns entre les línies era senzill i freqüent. Bàsicament, el front consistia en punts forts controlats per forces de dimensió reduïda. En els pobles de Villanueva de la Cañada, Villanueva del Pardillo i Quijorna hi havia un batalló de guarnició. Davant Quijorna, en el Vèrtex de Llanos, hi havia una companyia de Regulars, col·locada a última hora, quan l'atac ja es veia venir. En el castell de Villafranca hi havia una companyia i a Villafranca del Castillo una situació semblant. El comandament del sector era a Brunete, on s'ubicaven els serveis, amb una dotació poc nombrosa, propera al centenar. Aquestes forces depenien de la 71 Divisió.
En les accions intervingueren les següents forces:
Inicialment:
- 71a Divisió, sota el comandament d'Iruretagoyena, molt curta d'efectius, constituïda per falangistes i marroquins. Aquesta divisió era la que defensava el sector quan s'inicien les operacions.

Més tard, un cop iniciada l'ofensiva:
- 13a Divisió la "Mano Negra", dirigida pel general Fernando Barrón.
- 12a Divisió, denominada "División provisional", creada per a aquesta acció i sota el comandament d'Asensio Cabanillas.
- 150a Divisió, dirigida pel general Eduardo Sáenz de Buruaga
- IV Brigada de Navarra, dirigida pel coronel Juán Bautista Sánchez Gonzalez.
- V Brigada de Navarra, comandada pel coronel Camilo Alonso Vega. A pesar de ser nominalment "brigades", tant la IV com la V de Navarra tenien entitat divisionària.

## Desenvolupament dels combats

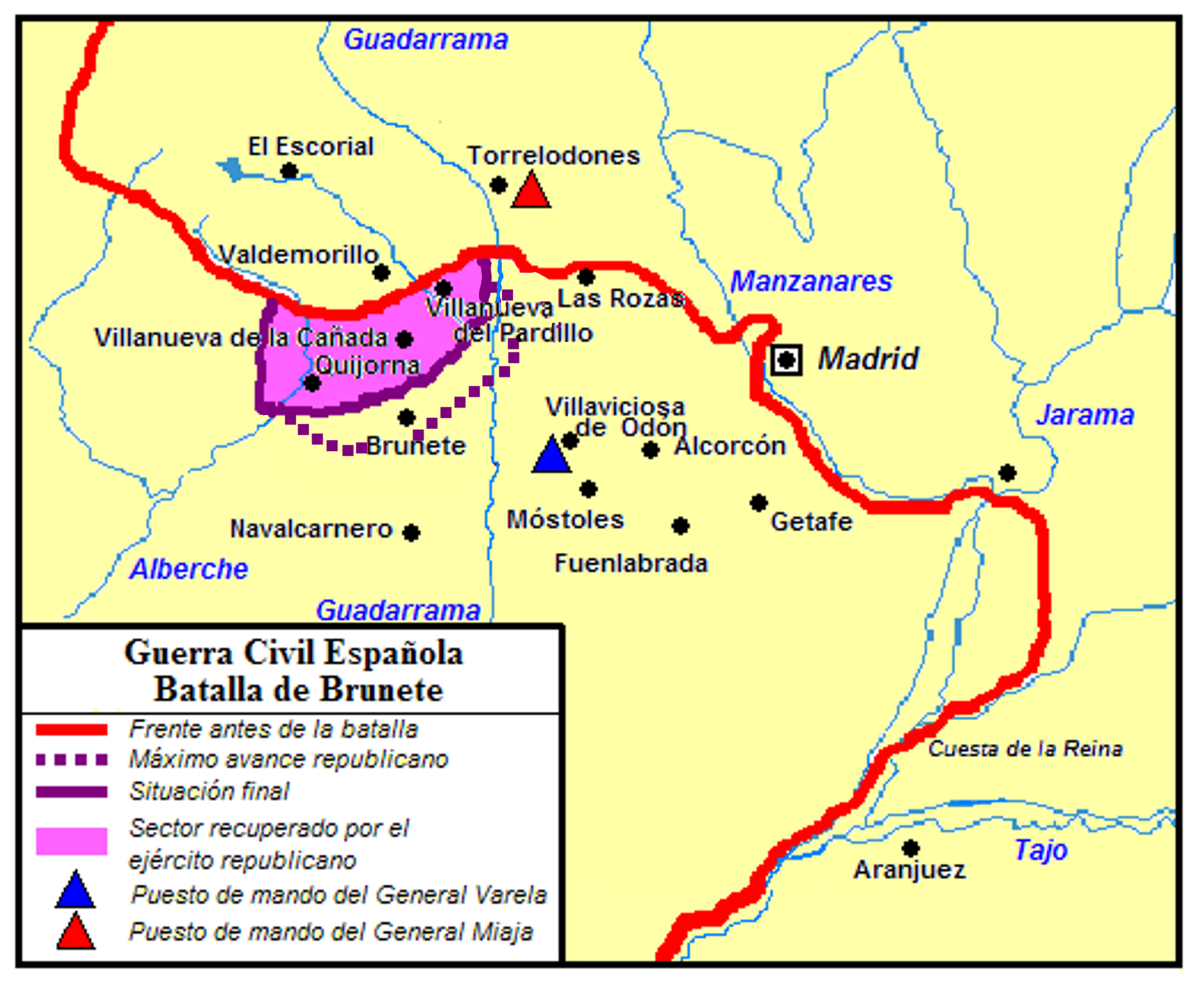
Mapa de la zona on es va desenvolupar la Batalla de Brunete. S'indica la línia de màxima penetració de les forces republicanes i la situació final, corresponent al dia 27 de juliol, quan queda estabilitzat el front

Partint, segons el pla establert, de posicions properes a Valdemorillo, durant la nit del 5 al 6 de juliol es realitza una infiltració en territori franquista i a l'alba del dia 6, després d'una preparació artillera i aèria, s'inicia l'atac a les posicions enemigues, les minses forces de les quals, pertanyents a la 71a Divisió franquista són agafades per sorpresa, el que permet a les tropes de Líster prendre Brunete, a pesar de la forta resistència oferta pels seus defensors.
El dia 7 s'ocupa també Villanueva de la Cañada, encara que Quijorna, Villanueva del Pardillo i Villafranca del Castillo continuen resistint els atacs de la XV Brigada Internacional, formada per britànics.
El 8 s'ocupa Quijorna i el dia 10 Villafranca del Castillo és envoltada, prenent-se el punt estratègic conegut com a vèrtex Mocha.
Continuen les operacions i l'11 són ocupades Villanueva del Pardillo i Villafranca del Castillo per tropes del XVIII Cos d'Exèrcit.
No obstant això, a pesar d'aquest avanç fulgurant l'ofensiva comença a perdre força, els franquistes han reaccionat amb rapidesa traslladant al sector les Divisions 12a, 13a i 150a i uns dies després les Brigades IV i V de Navarra, retirades del front Nord. També reben l'important reforç aeri de la Legió Còndor amb els seus caces Messerschmitt Bf-109 i els seus bombarders Heinkel He-111, el que fa que la situació comenci a equilibrar-se i vagi canviant el signe de la batalla.
La posició dels franquistes, que va ser molt crítica en els primers dies, quan les forces avançades republicanes estaven a punt d'arribar al lloc de comandament de Varela, situat en la localitat de Boadilla del Monte, comença a reforçar-se, de tal forma que, el dia 12 les forces republicanes han de passar a la defensiva (primer atac dels franquistes pel flanc est, línia Villanueva del Pardillo-Romanillos-Boadilla), produint-se durant els dies següents combats duríssims, en els quals s'alternen atacs i contraatacs sota un sol intens amb més de 38 graus a l'ombra.

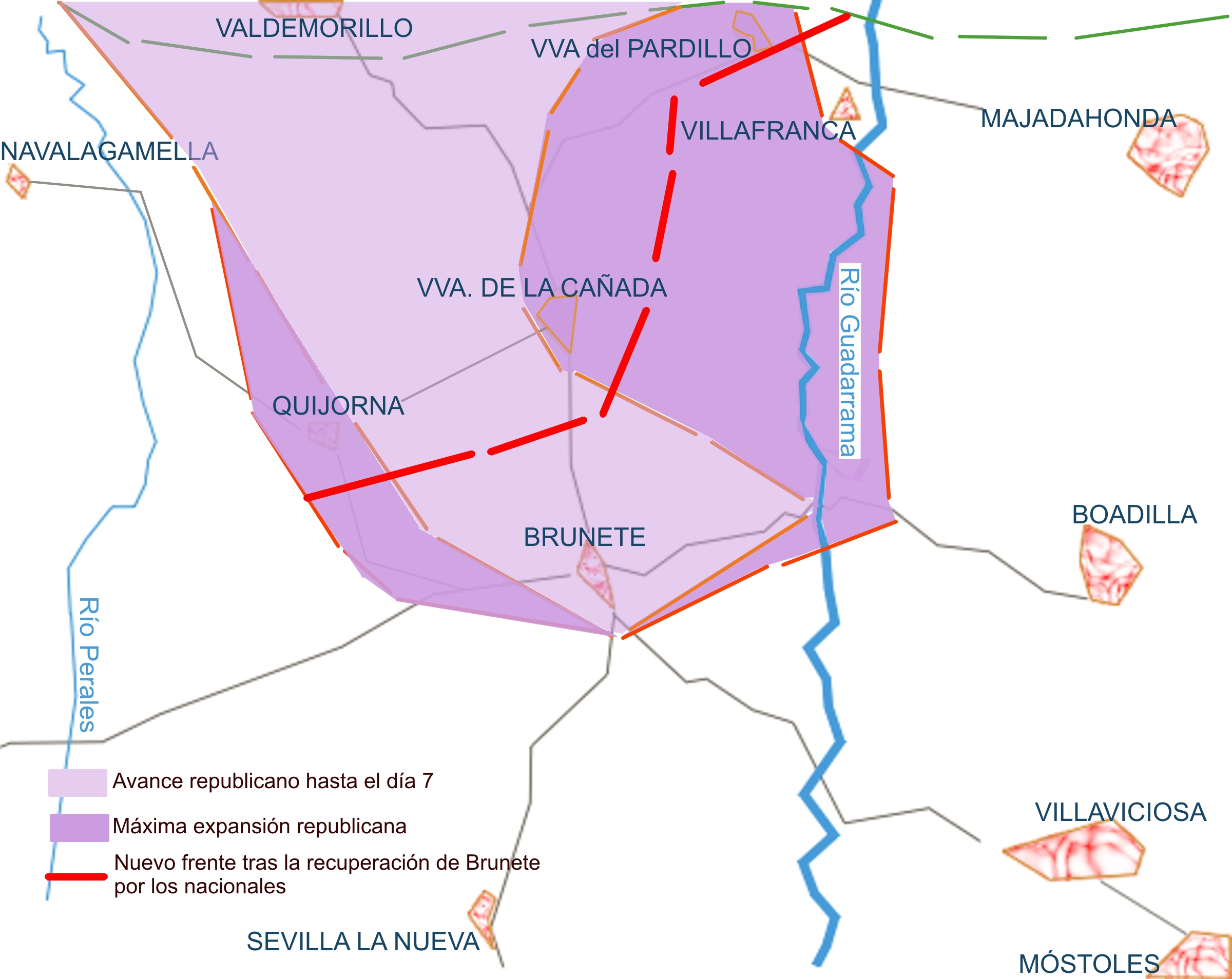
Moviments del front

El 15 de juny, quan la situació ja s'ha estancat definitivament i s'han donat ordres de cavar trinxeres, les tropes republicanes havien aconseguit avançar uns 12 quilòmetres cap al sud de Brunete, en direcció a Navalcarnero.
La superioritat aèria de la Legió Còndor fa que la lluita es torni més dura, mentre que la descoordinació en les comunicacions provoca que es produeixin atacs de l'artilleria sobre les línies avançades de l'un i l'altre exèrcit. L'efecte d'aquests errors és distint en l'un i l'altre bàndol, car mentre els franquistes mantenien una disciplina fèrria en les seves tropes, entre els republicans, mancats de comandaments qualificats, especialment en els graus inferiors (suboficials i caps), es produeixen en algunes unitats casos d'insubordinació que durien fins i tot a execucions sumàries en el mateix camp de batalla, i a la revolta de la XIII Brigada Internacional, que ha de ser detinguda en la Carretera de La Corunya per la Guàrdia d'Assalt, quan se'n tornava a Madrid amb armament, després d'abandonar el camp de batalla.
No obstant això, els republicans aconsegueixen mantenir, a costa de terribles pèrdues, el terreny conquistat, però mentre el material que disposen és limitat i el nombre d'homes també, ja que no es poden treure més tropes de la defensa de Madrid, els franquistes han acumulat gran quantitat d'homes i material portats del front del nord on estaven destinats a la presa de Santander.
Els franquistes comencen la seva contraofensiva el dia 16 i a poc a poc van recuperant terreny. Durant la setmana del 19 al 26 de juliol es comença a produir la retirada, unes vegades més ordenada i altres no tant, per part de les tropes republicanes, tot això sota els metrallaments dels avions alemanys. En aquesta retirada va perdre la vida, el dia 26, la fotògrafa alemanya Gerda Taro, companya del famós fotògraf Robert Capa, quan un tanc va xocar, durant un atac aeri, amb el cotxe on havia pujat de retorn cap a Madrid. No obstant això, la lluita prossegueix, però l'avanç franquista és imparable, així el 24 recuperen Brunete, excepte el cementiri. El mateix dia 24 és conquistada el marge esquerre del riu Guadarrama i la carretera Brunete-Boadilla del Monte i el 25 acaba la lluita a Brunete amb la presa del cementiri, on resistien els homes de Líster. El dia 27 ha acabat tot, quedant el front de nou estabilitzat.

## Resultats de la batalla
En resum, tota l'operació es va saldar amb la mort d'uns 20.000 soldats republicans i de 17.000 franquistes, la pèrdua d'uns 60 avions republicans i al voltant de 25 franquistes, així com la destrucció o pèrdua de gran quantitat de material, encara que aquestes xifres varien bastant segons l'adscripció política dels diferents autors.
Es va produir, així mateix, un mínim avanç de la línia del front (uns 2 km) a favor de la República, avanç, per altra banda, totalment inútil.
Quant al compliment dels objectius assenyalats, no se'n va aconseguir cap, car el setge de Madrid va romandre en la mateixa situació i l'ofensiva sobre Cantàbria només es va retardar un mes.
No obstant això, els costos humans, per a l'un i l'altre bàndol, van ser enormes, sent considerada aquesta batalla com una de les més sagnants de la Guerra Civil.
Resulten especialment interessants els informes de Casado, Matallana i Líster, per observar la precipitació i improvisació en la formació del nou "Exèrcit de Maniobra", que pretenia superar la fase miliciana amb un seguit d'operacions ben organitzades i esdevenir així la "joia de la República". No obstant això, els bons desitjos i la predominant inspiració política no van ser suficients.